# D-A-D
D-A-D es un grupo musical danés de rock surgido en Copenhague alrededor del año 1982 bajo el nombre Disneyland After Dark. A pesar de ello consideran que su actividad comenzó el 3 de marzo de 1984 ya que desde entonces cuentan con el guitarrista Jacob Binzer y actúan por primera vez en directo. En 1985 vería la luz su primer EP y al obtener fama internacional se vieron forzados a cambiar su nombre por el actual debido a problemas legales. 
Actualmente cuentan con una trayectoria de más de 35 años y son considerados como uno de los grupos de rock más exitosos de Dinamarca a nivel internacional.

## Miembros actuales
- Jesper Binzer - voz, guitarra y banjo
- Jacob Binzer - guitarra y teclados
- Stig Pedersen - voz y bajo
- Laust Sonne - batería y percusión

## Discografía
- Call of the Wild - 1986
- Draws a Circle - 1987
- No Fuel Left for the Pilgrims - 1989
- Osaka After Dark (en vivo) - 1990
- Riskin' It All - 1991
- Helpyourselfish - 1995
- Simpatico - 1997
- Psychopatico (en vivo) - 1998
- Everything Glows - 2000
- Soft Dogs - 2002
- Scare Yourself - 2005
- Scare Yourself Alive (en vivo) - 2006
- Monster Philosophy - 2008
- DIC.NII.LAN.DAFT.ERD.ARK - 2011
- DISN30LAND AF30R D30K (recopilatorio) - 2014
- A Prayer for the Loud (AFM Record) - 2019
- Speed of Darkness (AFM Records) - 2024